# Aviació

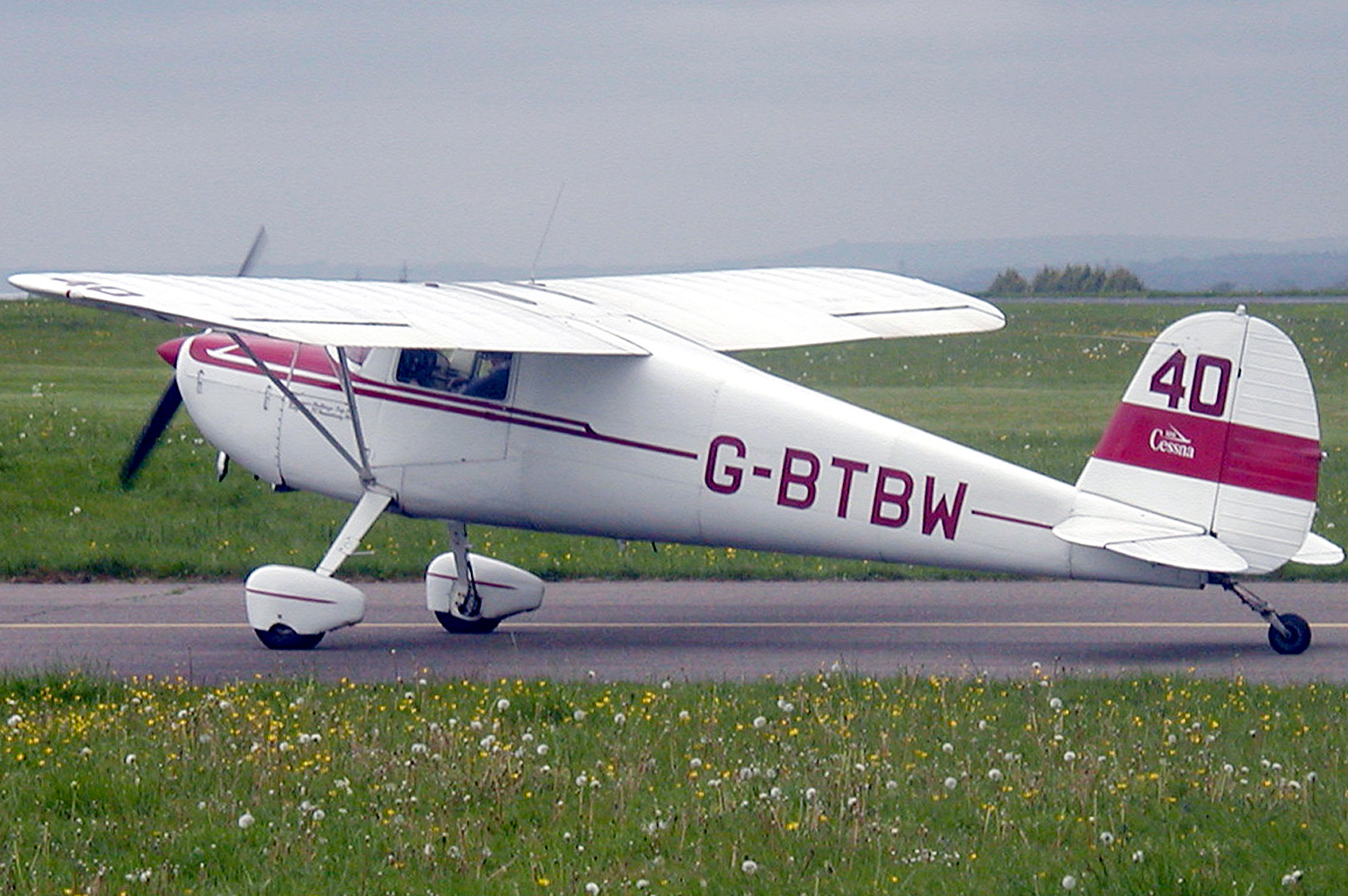
Un Cessna 120 del 1947

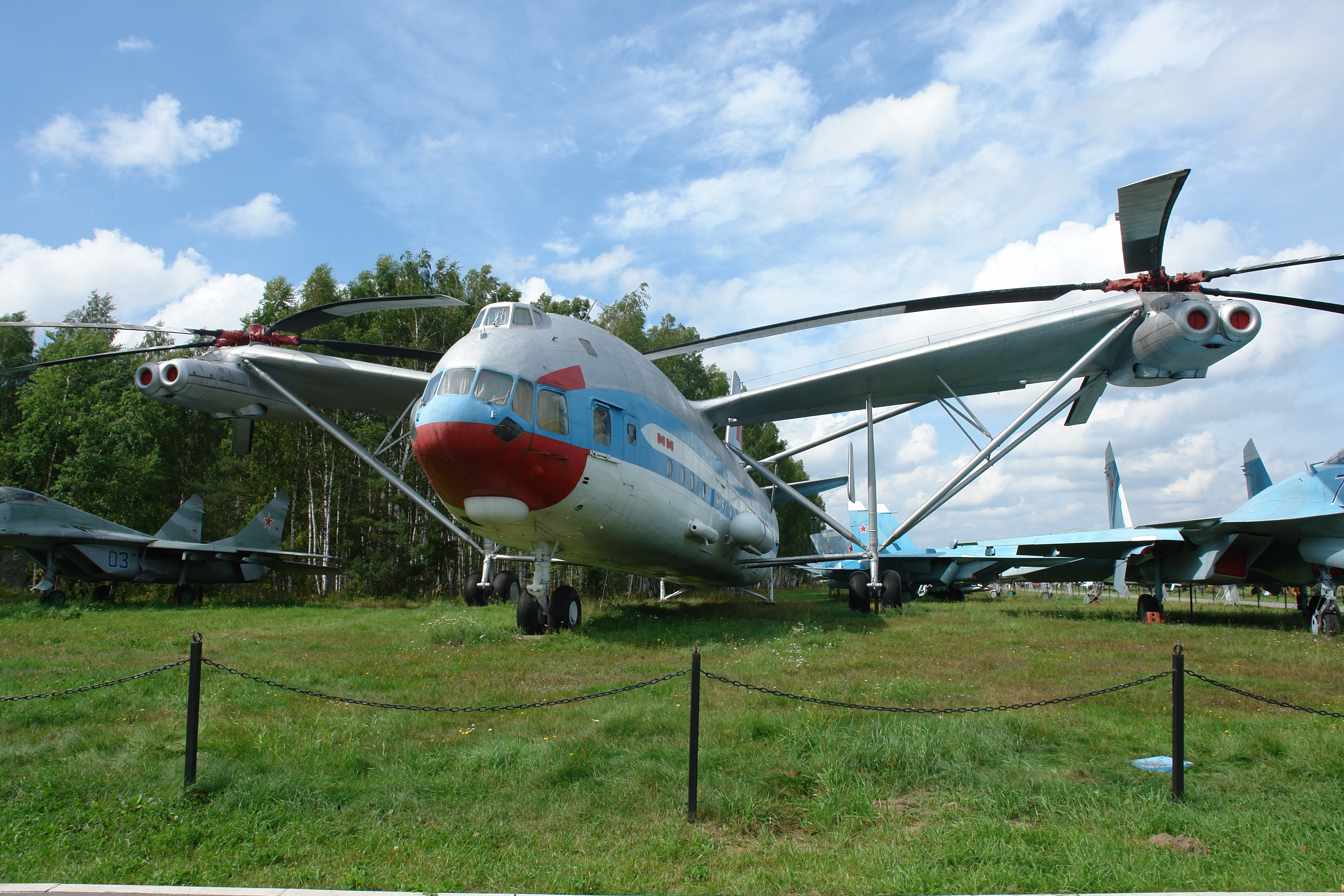
Mil Mi-12

L'aviació és el desplaçament controlat a través de l'aire d'aparells que usen per a desenvolupar el seu vol la força sustentadora de superfícies fixes o mòbils, sovint auxiliats per mitjans mecànics com avions i helicòpters i sense components mecànics com els planadors.
El concepte d'aviació inclou les infraestructures, indústria, personal i les organitzacions l'activitat principal de les quals és l'aviació.
No ha de confondre's l'aviació amb l'aeronàutica, terme més general que comprèn qualsevol element dedicat a la navegació aèria.
Els dirigibles i els globus aerostàtics no s'inclouen en aquest concepte, per tractar-se d'enginys la navegació aèria dels quals es basa en el Principi d'Arquimedes. Són anteriors en el temps als aerodines o aparells voladors més pesants que l'aire, el vol dels quals es fonamenta en l'ús de superfícies que els sustentin en l'aire. A aquests últims se'ls va conèixer al principi com els més pesats que l'aire.

## Etimologia
La paraula "aviation" va ser encunyada per l'escriptor francès i exoficial naval Gabriel La Landelle el 1863. Va derivar el terme del verb avier (un neologisme fallit per a "volar"), derivat de la paraula llatina avis ("ocell") i el sufix -ation.

## Història
La història de l'aviació no té un començament clar, ja que des de temps immemorials l'objectiu de la humanitat no ha estat altre que alçar el vol. No obstant això, atenent a principis de tipologia, podem fer distinció entre l'aviació civil i militar.

### Primers començaments
Hi ha llegendes primerenques del vol humà com les històries d'Ícar en el mite grec, Jamshid i Shah Kay Kāvus en el mite persa, i l'autòmat volador d'Arquites de Tarentum (428–347 aC). Més tard, apareixen afirmacions una mica més creïbles de vols humans de curta distància, com els vols alats d'Abbàs ibn Firnàs (810–887), Eilmer de Malmesbury (segle xi), i la Passarola d'aire calent de Bartolomeu Lourenço de Gusmão (1685 –1724).

### Més lleuger que l'aire

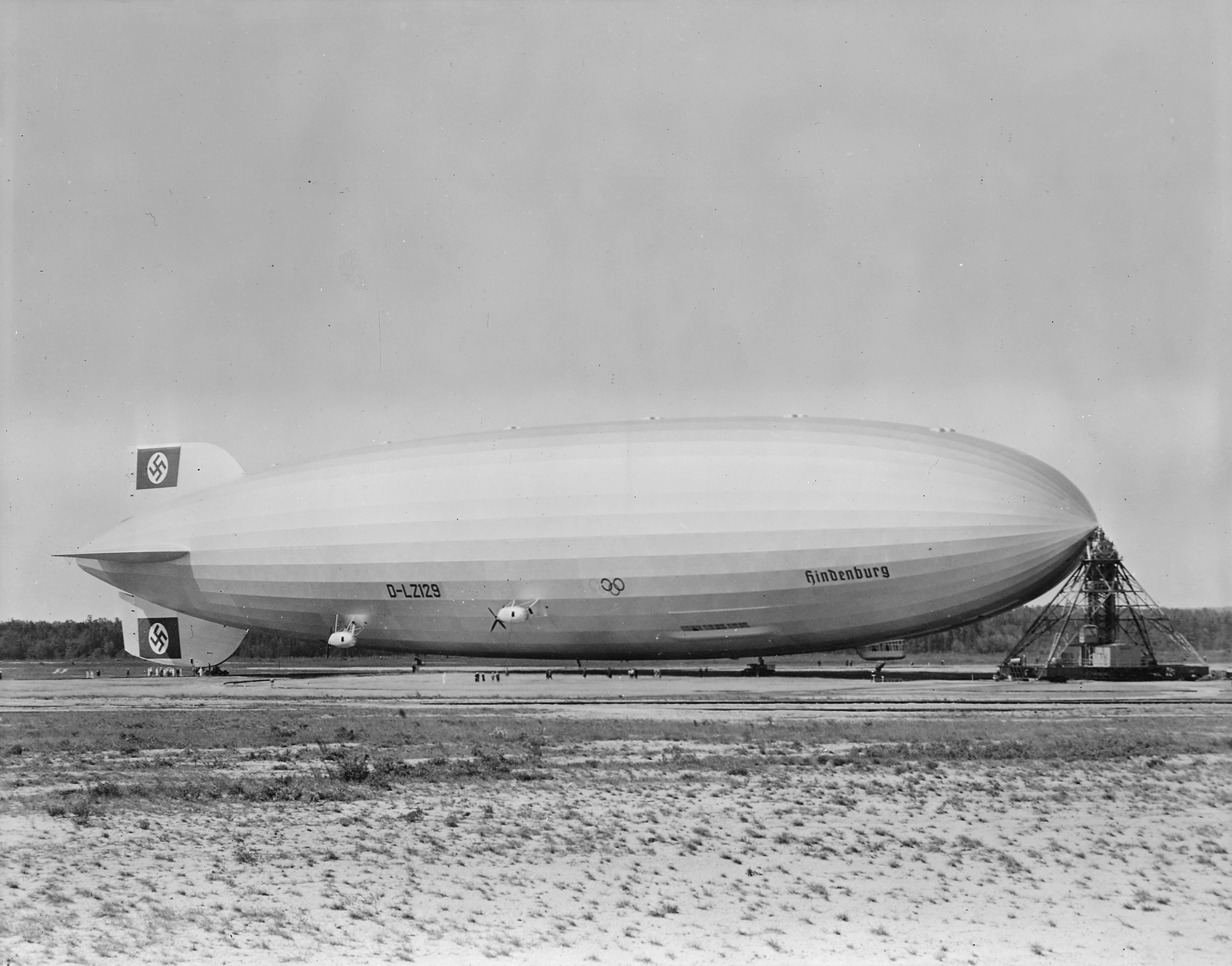
LZ 129 Hindenburg a la base aeronaval de Lakehurst, 1936

L'era moderna de l'aviació va començar amb el primer vol humà més lleuger que l'aire sense lligams el 21 de novembre de 1783, d'un globus d'aire calent dissenyat pels germans Montgolfier. La practicitat dels globus estava limitada perquè només podien viatjar a favor del vent. Immediatament, es va reconèixer que es requeria un globus o dirigible. Jean-Pierre Blanchard va volar el primer dirigible impulsat per humans el 1784 i va creuar el Canal de la Manxa en un el 1785.
El dirigible rígid es va convertir en la primera aeronau a transportar passatgers i càrrega a grans distàncies. Els avions més coneguts d'aquest tipus van ser fabricats per l'empresa alemanya Zeppelin.
El zepelín de major èxit va ser el Graf Zeppelin. Va volar més d'un milió de milles, inclòs un vol arreu del món l'agost de 1929. No obstant això, el domini dels zepelins sobre els avions d'aquell període, que tenien un abast de només uns quants centenars de milles, va anar disminuint a mesura que avançava el disseny de l'avió. La "Edat d'Or" dels zepelins va acabar el 6 de maig de 1937, quan el Hindenburg es va incendiar, matant a 36 persones. La causa de l'accident de l'Hindenburg es va atribuir inicialment a l'ús d'hidrogen en lloc d'heli com a gas d'elevació. Una investigació interna realitzada pel fabricant va revelar que el revestiment utilitzat al material que cobria la carcassa era altament inflamable i permetia que s'acumulés electricitat estàtica a l'aeronau. Els canvis en la formulació del recobriment van reduir el risc de més accidents del tipus Hindenburg. Encara que hi ha hagut iniciatives periòdiques per reviure'n l'ús, aquestes aeronaus només han vist una aplicació de nínxol des de llavors.

### Més pesant que l'aire
En 1799, Sir George Cayley va exposar el concepte de l'avió modern com una màquina voladora d'ala fixa amb sistemes separats de sustentació, propulsió i control.

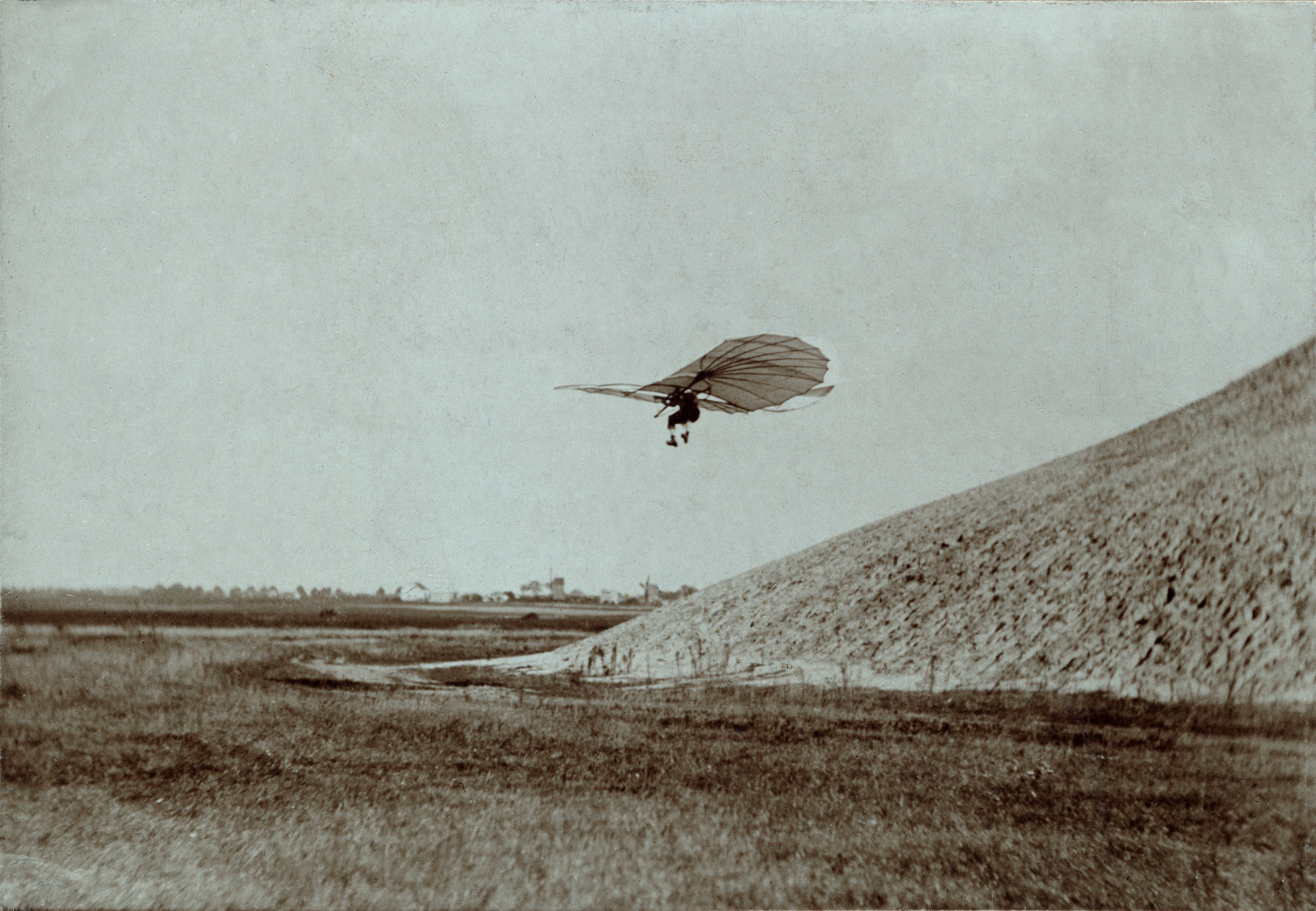
Lilienthal en ple vol, Berlín c. 1895

Otto Lilienthal va ser la primera persona a realitzar vols ben documentats, repetits i reeixits amb planadors, per tant, fent realitat la idea de lo "més pesant que l'aire". Els diaris i revistes van publicar fotografies de Lilienthal lliscant, cosa que va influir favorablement en l'opinió pública i científica sobre la possibilitat que les màquines voladores es tornin pràctiques.
El treball de Lilienthal el va portar a desenvolupar el concepte de l'ala moderna. Els seus intents de vol a Berlín en 1891 són vistos com el començament del vol humà i el "Lilienthal Normalsegelapparat" és considerat com el primer avió de producció en sèrie, el que fa que el Maschinenfabrik Otto Lilienthal a Berlín la primera empresa de producció d'avions al món.
Sovint es fa referència a Lilienthal com el "pare de l'aviació" o el "padre del vuelo".
Els primers desenvolupaments de dirigibles van incloure propulsió impulsada per màquines (Henri Giffard, 1852), carcasses rígides (David Schwarz, 1896) i velocitat i maniobrabilitat millorades (Alberto Santos-Dumont, 1901)

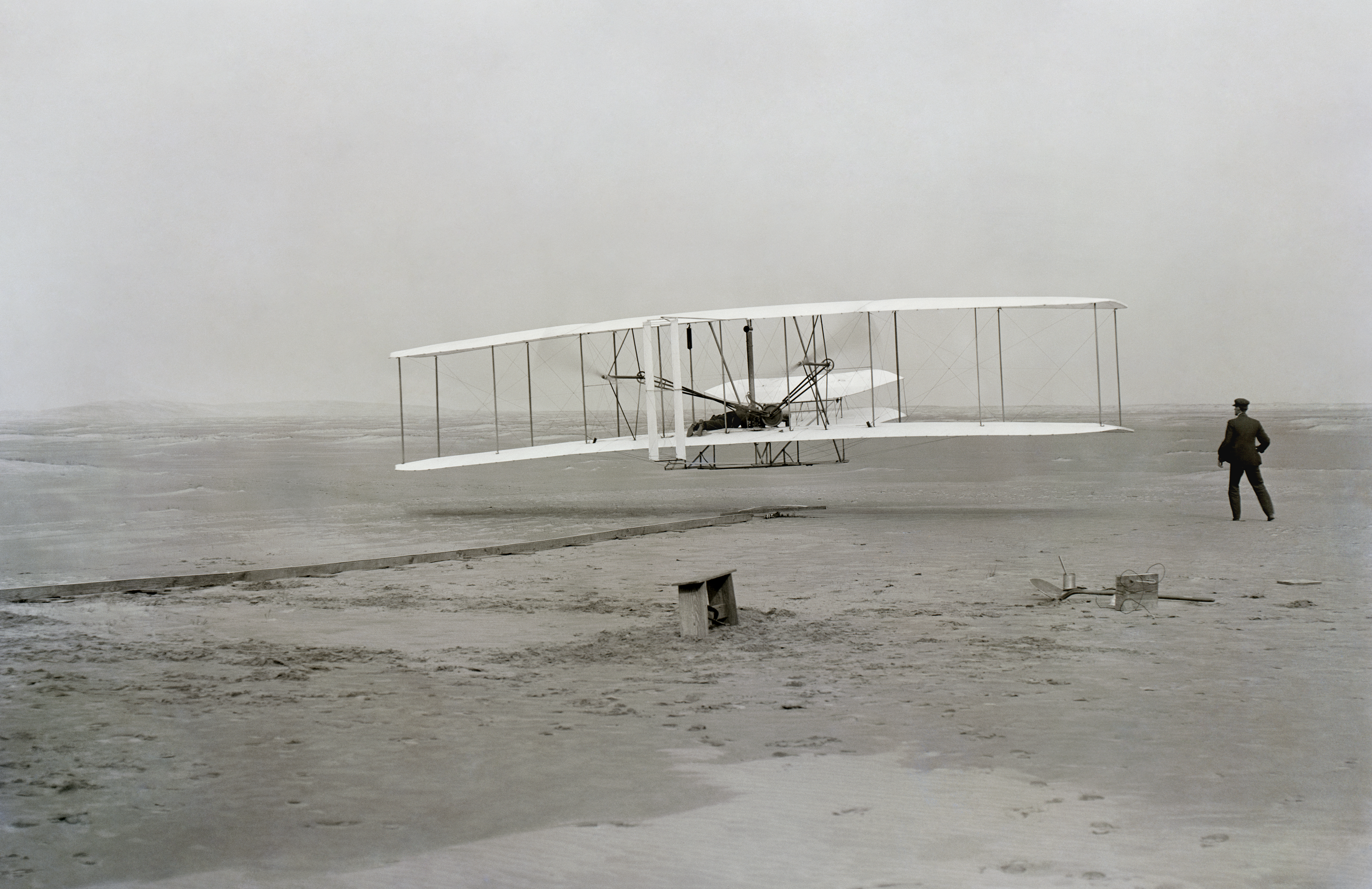
Primer vol propulsat i controlat pels germans Wright, 17 de desembre de 1903

Hi ha moltes afirmacions en competència per al primer vol propulsat més pesant que l'aire. El primer vol propulsat registrat va ser realitzat per Clément Ader el 9 d'octubre de 1890, en el seu avió d'ala fixa amb ales de ratpenat i totalment autopropulsat, l'Ader Éole. Segons els informes, va ser el primer vol tripulat, propulsat i més pesant que l'aire d'una distància significativa (50 m), però insignificant altitud des del nivell del terra. Set anys més tard, el 14 d'octubre de 1897, l'Ader Avion III d'Ader va ser provat sense èxit enfront de dos funcionaris del Ministeri de Guerra francès. L'informe sobre les proves no es va fer públic fins al 1910, ja que havien estat un secret militar. Al novembre de 1906, Ader va afirmar haver realitzat un vol exitós el 14 d'octubre de 1897, aconseguint un "vol ininterromput" d'al voltant de 300 metres. Encara que es creia àmpliament en aquell moment, aquestes afirmacions van ser desacreditades més tard.
Els germans Wright van realitzar amb èxit el primer vol d'un avió propulsat, controlat i sostingut el 17 de desembre de 1903, una gesta que va ser possible gràcies a la seva invenció del control de tres eixos. Només una dècada després, al començament de la Primera Guerra Mundial, els avions propulsats més pesants que l'aire s'havien tornat pràctics per al reconeixement, la detecció d'artilleria i fins i tot els atacs contra posicions terrestres.
Els avions van començar a transportar persones i càrrega a mesura que els dissenys es feien més grans i fiables. Els germans Wright van portar el primer passatger, Charles Furnas, un dels seus mecànics, el 14 de maig de 1908.
Durant les dècades de 1920 i 1930 es van aconseguir grans avenços en el camp de l'aviació, inclòs el primer vol transatlàntic d'Alcock i Brown el 1919, el vol transatlàntic en solitari de Charles Lindbergh el 1927, i el vol transpacífic de Charles Kingsford Smith l'any següent. Un dels dissenys més exitosos d'aquest període va ser el Douglas DC-3, que es va convertir en el primer avió de passatgers a ser rendible transportant passatgers exclusivament, iniciant l'era moderna del servei d'aerolínies de passatgers . Al començament de la Segona Guerra Mundial, molts pobles i ciutats havien construït aeroports i hi havia nombrosos pilots qualificats disponibles. La guerra va portar moltes innovacions a l'aviació, inclòs el primer avió turborreactor i els primers coets de combustible líquid.

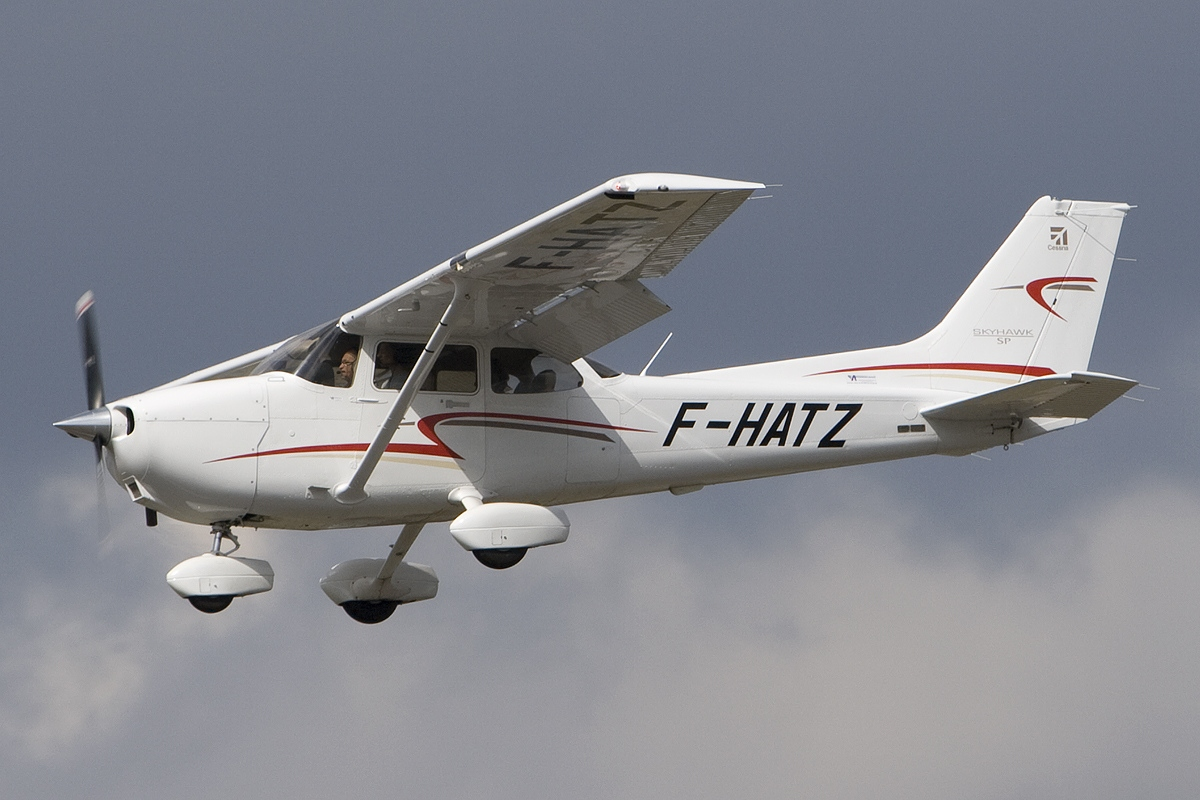
El Cessna 172 és l'avió més produït a la història

Després de la Segona Guerra Mundial, especialment a Amèrica del Nord, hi va haver un auge a l'aviació general, tant privada com comercial, ja que milers de pilots van ser alliberats del servei militar i molts avions d'entrenament i transport excedents de guerra econòmics van estar disponibles. Fabricants com Cessna, Piper i Beechcraft van ampliar la producció per proporcionar avions lleugers per al nou mercat de classe mitjana.
A la dècada de 1950, el desenvolupament d'avions civils va créixer, començant amb el de Havilland Comet, encara que el primer avió de passatgers àmpliament utilitzat va ser el Boeing 707, perquè era molt més econòmic que altres avions en aquell moment. Al mateix temps, la propulsió a turbohèlix va començar a aparèixer per a avions de rodalies, la qual cosa va fer possible atendre rutes de petit volum en una gamma molt més àmplia de condicions climàtiques.
Des de la dècada de 1960, els fuselatges de material compost i motors més silenciosos i eficients han estat disponibles, i Concorde va proporcionar servei supersònic de passatgers durant més de dues dècades, però les innovacions duradores més importants han tingut lloc en instrumentació i control. L'arribada de l'electrònica d'estat sòlid, el sistema de posicionament global, comunicacions per satèl·lit, i ordinadors cada vegada més petits i potents i pantalles led, han canviat dràsticament les cabines dels avions de passatgers i, cada vegada més, també d'avions més petits. Els pilots poden navegar amb molta més precisió i veure el terreny, les obstruccions i altres aeronaus properes en un mapa o mitjançant visió sintètica, fins i tot de nit o amb poca visibilitat.

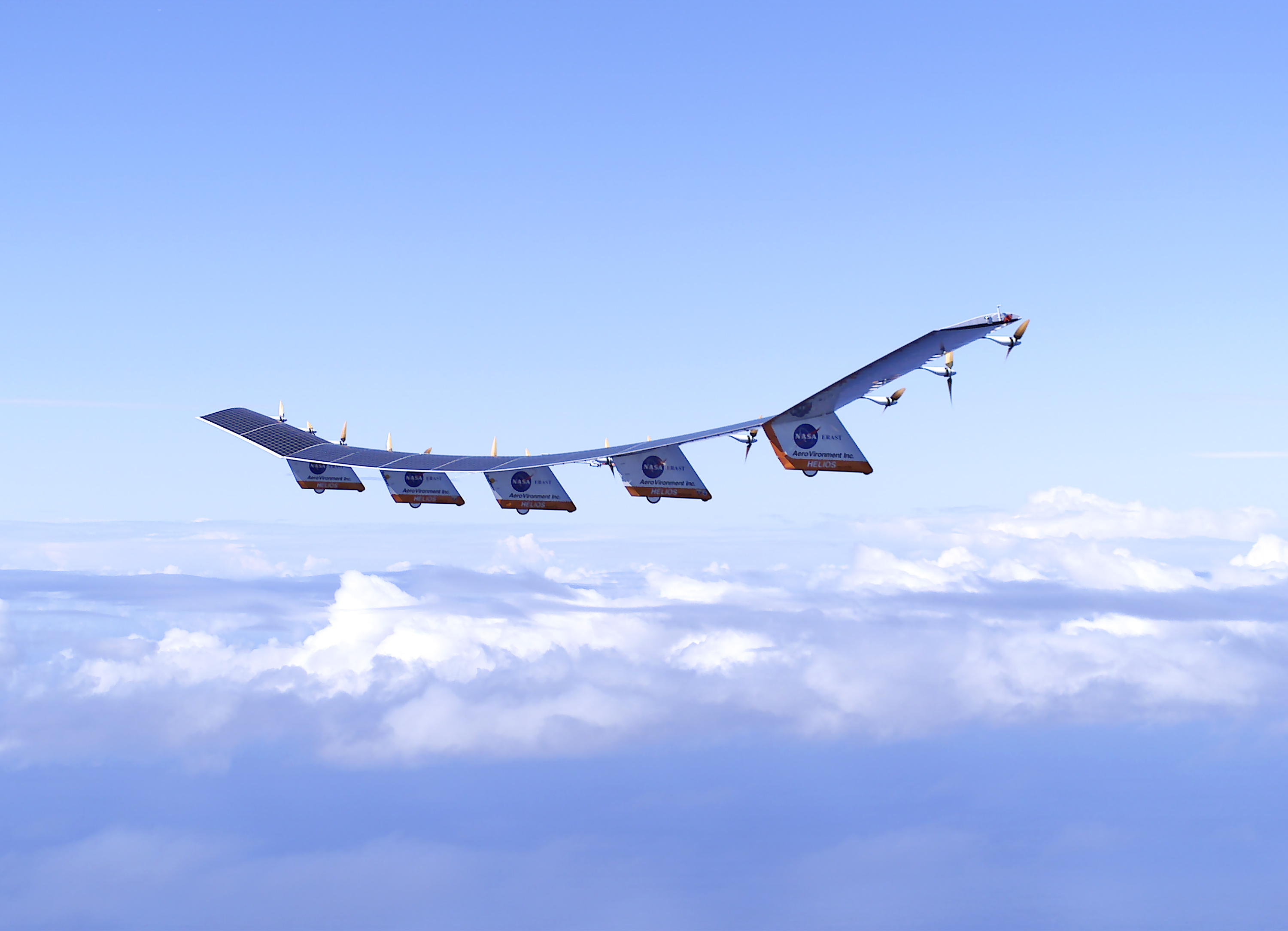
Helios de la NASA va investigar el vol amb energia solar.

El 21 de juny de 2004, SpaceShipOne es va convertir en el primer avió de finançament privat a realitzar un vol espacial, obrint la possibilitat d'un mercat d'aviació capaç d'abandonar l'atmosfera terrestre. Mentrestant, la necessitat de descarbonitzar la indústria de l'aviació per fer front a la crisi climàtica ha incrementat la investigació d'aeronaus propulsades per combustibles alternatius, com etanol, electricitat, hidrogen i fins i tot energia solar, i els prototips voladors es tornen més comuns.

## Divisions
Segons l'activitat i els seus mitjans materials o personals, pot efectuar-se una primera diferenciació entre aviació civil i aviació militar en funció que el caràcter dels seus objectius sigui precisament, civil o militar.

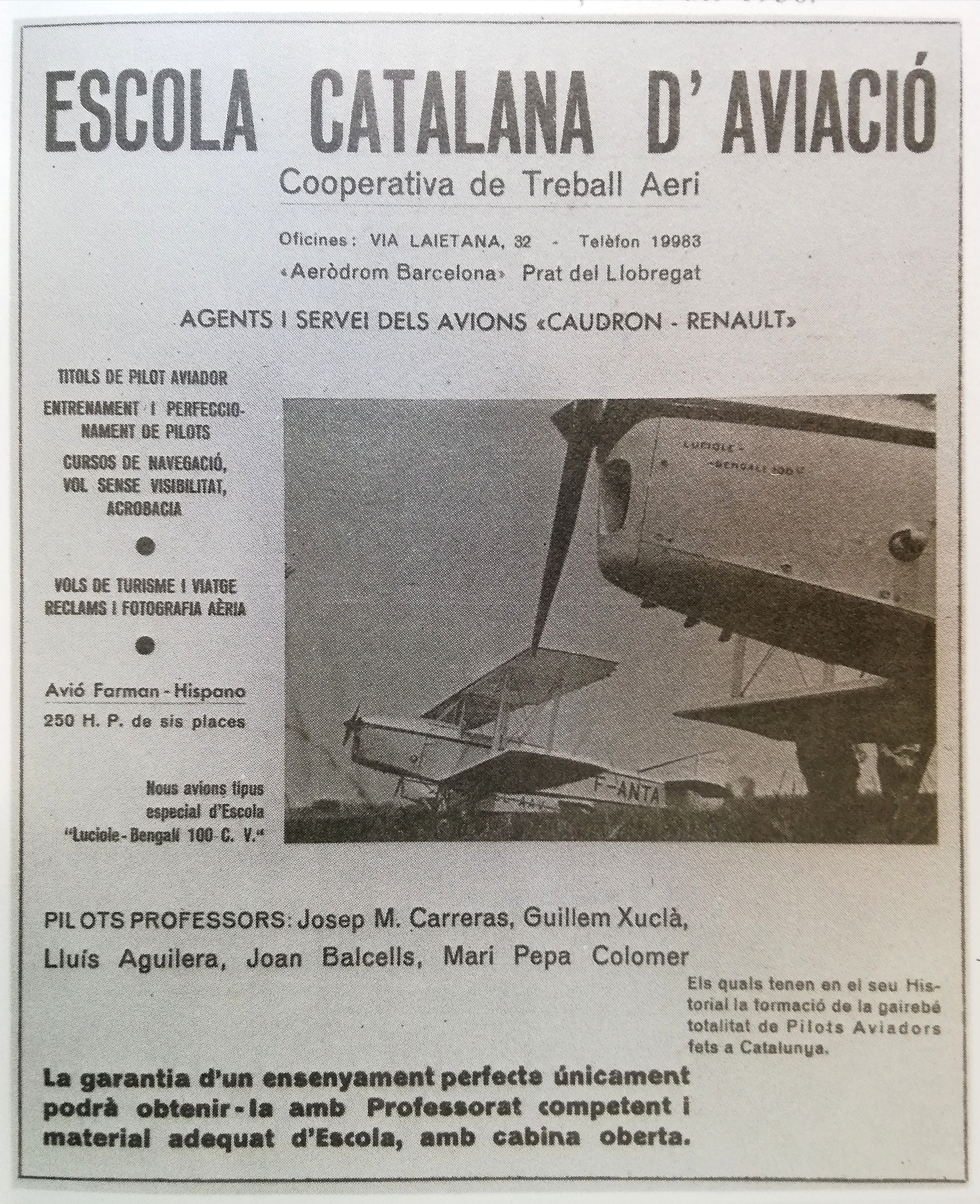
A l'Aeroclub de Catalunya es lliuraven els títols de pilot d'aviació civil. Anunci a la revista Aviació de l'any 1936

### Aviació civil
L'aviació general i l'aviació comercial s'agrupen al seu torn sota el terme d'aviació civil, en contrapartida amb l'aviació militar.
Sobre la base de l'ús dels avions i helicòpters, l'aviació civil es divideix habitualment en dos grans grups:

- Aviació general; en funció dels usos o fins qué pretén, pot classificar-se com aviació privada, la qual agrupa als avions on el principal usuari és el seu propietari; aviació esportiva, la qual té com a finalitat la pràctica d'algun dels esports aeronàutics; aviació utilitària,la qual es destina a usos pràctics de caràcter social com evacuacions, rescats, extinció d'incendis o serveis policials; l'aviació d'estat és aquella que no és estrictament militar i que utilitza l'estat per al transport de les seves personalitats o el servei dels seus organismes.

- Aviació comercial, aviació basada en companyies aèries, grans o petites, dedicades al transport aeri de mercaderies i/o passatgers, així com en les empreses de aero-taxi.

### Aviació militar
Les forces armades són els usuaris de l'aviació militar, bé a través d'organismes especialitzats com la força aèria o bé mitjançant serveis integrats en altres branques no estrictament aeronàutiques, com l'aviació naval o l'aviació agregada a les forces terrestres.
A l'àmbit militar sol diferenciar-se entre l'aviació de combat i l'aviació de suport. La primera comprèn les aeronaus que intervenen directament en la batalla i la segona aquella que realitza altres tasques d'interès militar com el reconeixement aeri, la guerra electrònica, el transport, salvament o la patrulla marítima.

## Control del trànsit aeri
El servei de control del trànsit aeri, també conegut per les seues sigles en anglès ATC (Air Traffic Control) és un dels serveis del Serveis de Trànsit Aeri (Air Traffic Services o ATS en anglès). Consisteix en mantenir una mínima separació de les aeronaus que es troben en vol, aterrant i enlairant-se de l'aeroport o rodant per les plataformes i carrers de rodadura dels aeroports. Es presta pels països signants del tractat de Chicago que van donar origen a la creació de la OACI/ICAO en els termes especificats per les normes d'aquesta organització internacional.
L'espai aeri es divideix en regions d'informació de vol, conegudes com a FIR (Flight Information Region) i cada país es fa responsable del servei en les compreses en la seua 'àrea de responsabilitat'. En molts casos aquesta àrea de responsabilitat excedeix les aigües territorials d'un país a fi que l'espai aeri comprès sobre les aigües internacionals siga proveït d'un servei d'informació. L'espai aeri en el qual es presta el servei de control aeri es diu 'espai aeri controlat'. La Unitat encarregada de lliurar el servei de control al trànsit aeri en aquestes àrees rep el nom de Centre de Control d'Àrea. A causa de l'ampli espai aeri que manegen, estan dividits en Sectors de Control, cadascun responsable per una banda de l'espai total al seu càrrec. Quan un avió està a punt d'eixir d'un sector és traspassat al següent sector en forma successiva, fins a l'aterratge en la seua destinació. Actualment, la major part de les rutes aèries estan cobertes per radars, el que permet fer un seguiment permanent als vols.
En les regions d'informació de vol es troben les àrees terminals dels aeroports importants i entre elles discorren les aerovies, passadissos pels quals circulen les aeronaus. Altres elements són les àrees prohibides, restringides o perilloses que són zones on el vol d'aeronaus es veu restringit en diferents mesures i per causes diverses.